# Pku
El pku, o también escrito pzuk, es un instrumento de viento armenio, similar a un clarinete. Se le considera el instrumento nacional de Armenia. El pku está compuesto por una sola caña con siete agujeros y un intervalo de octava, acabado con un cuerno de toro en uno de sus extremos.